# Carl Gustaf Pilo
Carl Gustaf Pilo, född 5 mars 1711 på gården Göksätter i Runtuna församling, död 2 mars 1793 i Hovförsamlingen, Stockholm, var en svensk konstnär och porträttmålare.

## Biografi
Carl Gustaf Pilo var son till målaren Olof Pilo (eller Pijhlou) (1668–1753) och Beata Jönsdotter Sahlstedt. Hans far arbetade under 1690-talet på Drottningholms slott som målare men blev sedan lantbrukare när han köpte ett litet hemman i Göksäter som låg i Runtuna socken norr om Nyköping. Hans farfar härstammade från Polen och farfadern hade flyttat till Sverige under Karl X Gustavs krig.

## De tidiga åren
Som tolvåring skickades Pilo till Stockholm för att bli lärling hos yrkesmålaren Kristofer Christman. Pilo blev med tiden gesäll hos Christmans son, och därefter reste han runt i Tyskland. Två år senare, 1736, återkom han till Sverige. Efter det studerade han vid Konstakademien och för porträttmålaren Olof Arenius (1700–1766), samt vidare i Tyskland, där han utvecklade sin konst. Han påverkades av fransk konst men kanske mest av holländaren Rembrandt. År 1737, när han var 26 år gammal, reste han till Skåne och stannade där i tre år. I Skåne fick han arbete som porträttmålare och utförde porträtt av den skånska adeln. Sedan reste han till Köpenhamn och kom i tjänst hos danska kungahuset, där han målade en rad porträtt av kung Fredrik V och drottning Louise. Här utvecklade Pilo en ny ljusbehandling, som till stor del bygger på motsättningen mellan ljus och skugga. Färgen blev alltmer djup och varmt lysande. Åren 1740–1772 var han bosatt i Danmark.

## Hovmålare i Köpenhamn

Sofia Magdalena omkring 1765, ett år innan hon gifte sig med Gustav III, målad av Carl Gustaf Pilo i olja på pannå, 92x71 cm. Nationalmuseum i Stockholm.

Sofia Magdalena av Danmark, målning från bröllopsåret 1766, blivande drottning av Sverige, målad av Carl Gustaf Pilo. Nationalmuseum, Stockholm.

I Köpenhamn utnämndes han till hovmålare, professor och direktör för Det Kongelige Danske Kunstakademi. År 1741–1745 var han teckningslärare i kadettkåren och 1747 blev han hovmålare vid det danska hovet samt året efter även professor vid en anrik konstskola. Av den danska kungafamiljen överhopades Pilo med porträttbeställningar. I Danmark utförde han ett antal porträtt, bland annat av kung Fredrik V och drottning Juliana Maria av Braunschweig-Wolfenbüttel samt de kungliga barnen. Mellan år 1748 och 1763 målade han sammanlagt 57 porträtt enbart av Fredrik V; sexton av porträtten skildrade modeller i helfigur; ytterligare föreställer personer till häst. Av drottningarna Louise, Juliana Maria och Caroline Mathilde utförde han flera porträtt. Under Kristian VII:s barn- och ungdomstid gjorde han dessutom flera målningar.
Bland Pilos porträtt av den danska kungafamiljen märks särskilt hans framställning av prinsessan Sofia Magdalena, som sedermera blev Gustav III:s gemål. "De porträtten är målade i ljusgrönt och silverskimrande toner och figuren dyker fram ur det hemlighetsfulla ljusdunkel, som var utmärkande för den store holländske 1600-talsmålaren Rembrandt", enligt professor Carl Gustaf Laurin.

## Medlem av akademierna i Wien och Sankt Petersburg
År 1756 blev Pilo medlem i Akademie der bildenden Künste Wien, konstakademien i Wien. Tre år senare, år 1759, utsågs den svenske miniatyrmålaren Martin Mijtens den yngre till hovdirektör för akademin. Akademien i Wien hade bildats år 1692 som en privatakademi. Tretton år senare, år 1769, blev Pilo medlem i Ryska konstakademien i Sankt Petersburg. Den Ryska konstakademien grundades 1757 med namnet De tre ädla konsternas akademi. Namnet ändrades till Den kejserliga konstakademien av Katarina den stora och hon lät uppföra en ny byggnad som stod klar 1789. Den byggnaden ligger mitt emot Vinterpalatset vid Nevas strand i Sankt Petersburg.

## Direktör och professor vid Konstakademien i Köpenhamn 1771–1773
Vid Det Kongelige Danske Kunstakademi i Köpenhamn var Pilo professor, och 1771 valdes han till dess direktör för två år. Den danske statsmannen Johann Friedrich Struensee blev samma år, den 14 juli, utnämnd till geheimekabinettsminister, med fullmakt att utfärda kabinettsorder under kungligt sigill och utan kungens personliga underskrift, så att han i själva verket blev enväldig. Under Johann Friedrich Struensees makt hade akademinen en besvärlig tid ekonomiskt, och de utländska konstnärerna sågs med oblida ögon. Struensee hade doktorsgrad och var livmedikus åt de kungliga, som Pilo hade målat porträtt av, och Struensee blev anvisad bostad på Christiansborgs slott.

## Tillbaka till Sverige
Efter Gustav III:s statskupp i Sverige år 1772 blev danskarna avogt inställda till svenskar. Pilo kände sig trakasserad och begärde avsked. Han fick en liten årlig pension från Det Kongelige Danske Kunstakademi, men utvisades samtidigt från Danmark. Han flyttade då till Helsingborg, men då hans försök att få tillbaka sin anställning i Köpenhamn misslyckades, bosatte han sig 1775 i Nyköping. Inte heller Gustav III hade någon sysselsättning att erbjuda efter hans ankomst till Stockholm. När Pilo bosatte sig i sin barndomsstad Nyköping hade han två år tidigare blivit ledamot av akademien i Stockholm och fick 1774 en årlig pension av kungen.

## Direktör vid Konstakademien i Stockholm 1777
Efter sin återkomst till Sverige utsågs Carl Gustaf Pilo till direktör vid Konstakademien i Stockholm i december 1777. Pilo tillträdde inte denna befattning förrän tre år senare och behöll den sedan i tretton år till sin död 2 mars 1793; han blev 82 år gammal. Akademien hette då Kongliga Målar- och bildhuggarakademien och det var först år 1810 som akademien fick namnet Kungliga Akademien för de fria konsterna. Gustav III hade skrivit de första stadgarna år 1773 med den franska konstakademien som förebild. Det sena 1700-talet räknas som Konstakademiens första guldålder, då den tidens stora konstnärer var invalda som ledamöter och då konstnärerna även undervisade. År 1780 blev Johan Tobias Sergel invald som ledamot i Konstakademien och blev professor vid akademien. Det sägs att Johan Tobias Sergel hyste stor aktning för Pilo. Följande har sagts om Carl Gustaf Pilo: "Till sitt väsen var han manlig och allvarlig, som konstnär blygsam och flärdlös", enligt Nina Ringbom på Historiesajten.

## Karriär även i det svenska kungahuset
Gustav III sökte upp Pilo med uppdraget att få sin kröning målad. Pilo försökte avsäga sig det, för han hade inte varit med vid kröningen och hade aldrig målat en gruppbild. Men kungen var envis och han ville ha en motsvarande målning, en pendang till Ehrenstrahls på Drottningholms slott av Karl XI:s kröning, och Gustav III ville att Pilo skulle måla den. År 1776 beställde således Gustav III en tavla av sin kröning, vilken hade ägt rum flera år tidigare. Pilo åtog sig till slut uppdraget, och under åren 1782 till 1793 arbetade han med målningen; arbetet förblev emellertid ofullbordat.

## Gustav III:s kröning i Storkyrkan

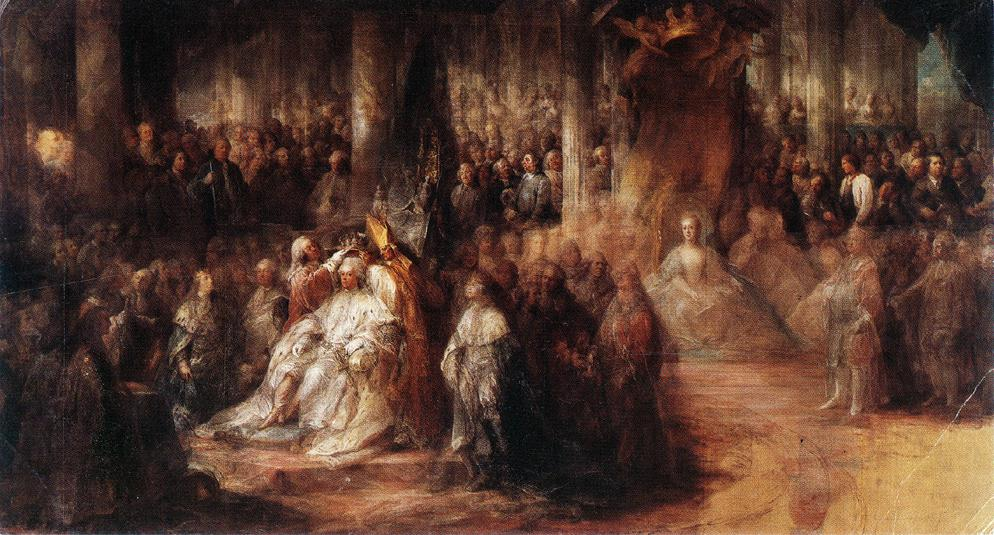
Gustav III:s kröning i Storkyrkan i Stockholm 29 maj 1772. Ej fullbordad oljemålning från 1782–1793. Nationalmuseum, Stockholm.

Höjdpunkten i Pilos konst är den väldiga, men ofullbordade målningen av Gustav III:s kröning i Storkyrkan, som hänger i Nationalmuseum. Målningen, som är 3 meter hög och 5,3 meter bred, är Pilos kanske yppersta arbete och ett mästerverk i svensk konst. Kompositionen är väl avvägd, koloriten glänsande harmonisk och de individuella porträtten briljant utförda. Om man studerar tavlan noga, kan man på flera ställen upptäcka dubbla ansikten. Vidare experimenterade Pilo med asfaltsfärg, vilket gör att tavlan uppvisar många större sprickbildningar. Färgerna har därför genomgått kraftiga förändringar, men målningen ger likväl en god uppfattning om Pilos storhet som konstnär.
Pilo bör räknas till våra främsta målare och var särskilt skicklig som kolorist; där ser man spår och inflytande av den venetianska skolan och från Rembrandt. Många av hans tavlor utstrålar festivitas; detta gäller framför allt den stora kröningstavlan. Pilos betydelse i svensk konsthistoria kan också utläsas i att Postverket vid tre tillfällen använt målningar av Pilo som motiv vid frimärksutgivning. Till Pilos 250-årsdag år 1961 utgavs en detalj ur kröningstavlan.
Carl Gustaf Pilos far Olof Pilo (1668–1753) var målare och lantbrukare och hans bror Jöns Pilo (1707–1793) var porträttmålare; bland annat finns flera porträtt av präster i hans produktion. 
Pilos väg i Södra Ängby är uppkallad efter konstnären. 
Pilo finns representerad vid bland annat Norrköpings konstmuseumStatens Museum for Kunst, Länsmuseet Gävleborg,
Postmuseum, Nordiska museet, Hallands konstmuseum, Konstmuseet Sinebrychoff och Museum Vest.

## Några konstverk som Carl Gustaf Pilo målat, urval
- Självporträtt, Carl Gustaf Pilos självporträtt i Portrætsamlingen i Frederiksborgs slott i Hillerød på Nordsjälland (se ovan)
- Fredrik V av Danmark (1723–1766), 57 porträtt, varav 16 porträtt i helfigur, 4 porträtt till häst
- Drottning Louise av Danmark (1724–1751), gift med Fredrik V av Danmark i hans första gifte, flera porträtt
- Juliane Marie, drottning av Danmark (1729–1796), gift med Fredrik V av Danmark i hans andra gifte, porträtt 1760, stående helfigur, Nationalmuseum, Stockholm
- Drottning Sofia Magdalena av Sverige (1746–1813), dotter till Drottning Louise av Danmark, flera porträtt
- Karoline av Danmark (Vilhelmine Karoline av Danmark) (1747–1820), dotter till Drottning Louise av Danmark, gift med Wilhelm I av Hessen-Kassel (1743–1821).
- Kristian VII av Danmark (1749–1808), son till Drottning Louise av Danmark, gift med Caroline Mathilde av Storbritannien (1751–1775).
- Drottning Caroline Mathilde av Danmark (1747–1820), dotter till Drottning Louise av Danmark
- Louise av Danmark (1750–1831), dotter till Drottning Louise av Danmark
- Skomakarfamilj
- Gustav III:s kröning i Storkyrkan 1772 i Stockholm, olja på duk, 1782–1793, ej fullbordad, Nationalmuseum[17], Stockholm
- Kain och Abel – allegori över hatet
- Mogens Scheel von Plessen av Fussingø och Selsø, porträtt målat cirka 1745
- Fru Charlotta Pilo, född Desmarées, porträtt målat 1756
- Caritas Romana – allegori över kärleken
- Fru Anna Katarina Hedenberg, född Levin, 1793, pastell, oval, 49 × 42 cm, Nationalmuseum, Stockholm
- Eremit och ung flicka
- Komiska figurer i parken
- Döda rapphöns
- Venus agar Amor
- Greve Johan Ludvig Holstein Ledreborg Göteborgs konstmuseum[18]

## Galleri

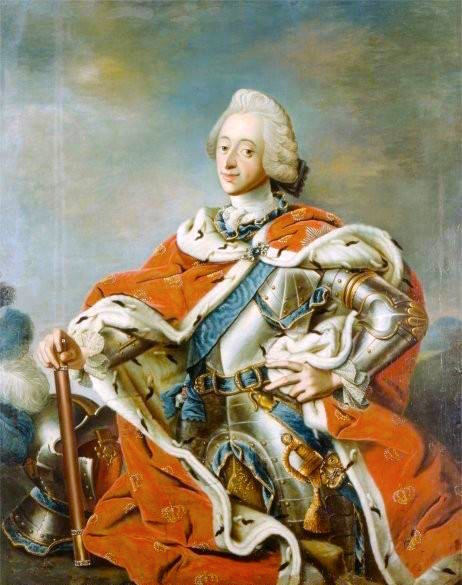
Kung Fredrik V av Danmark, målad på 1760-talet, olja på duk, 142 × 108,5 cm. Altona Museum för konst och kulturhistoria, Hamburg, Hamburg-Altona.
Kung Fredrik V av Danmark. Inköpt 1920, Nationalmuseum, Stockholm.
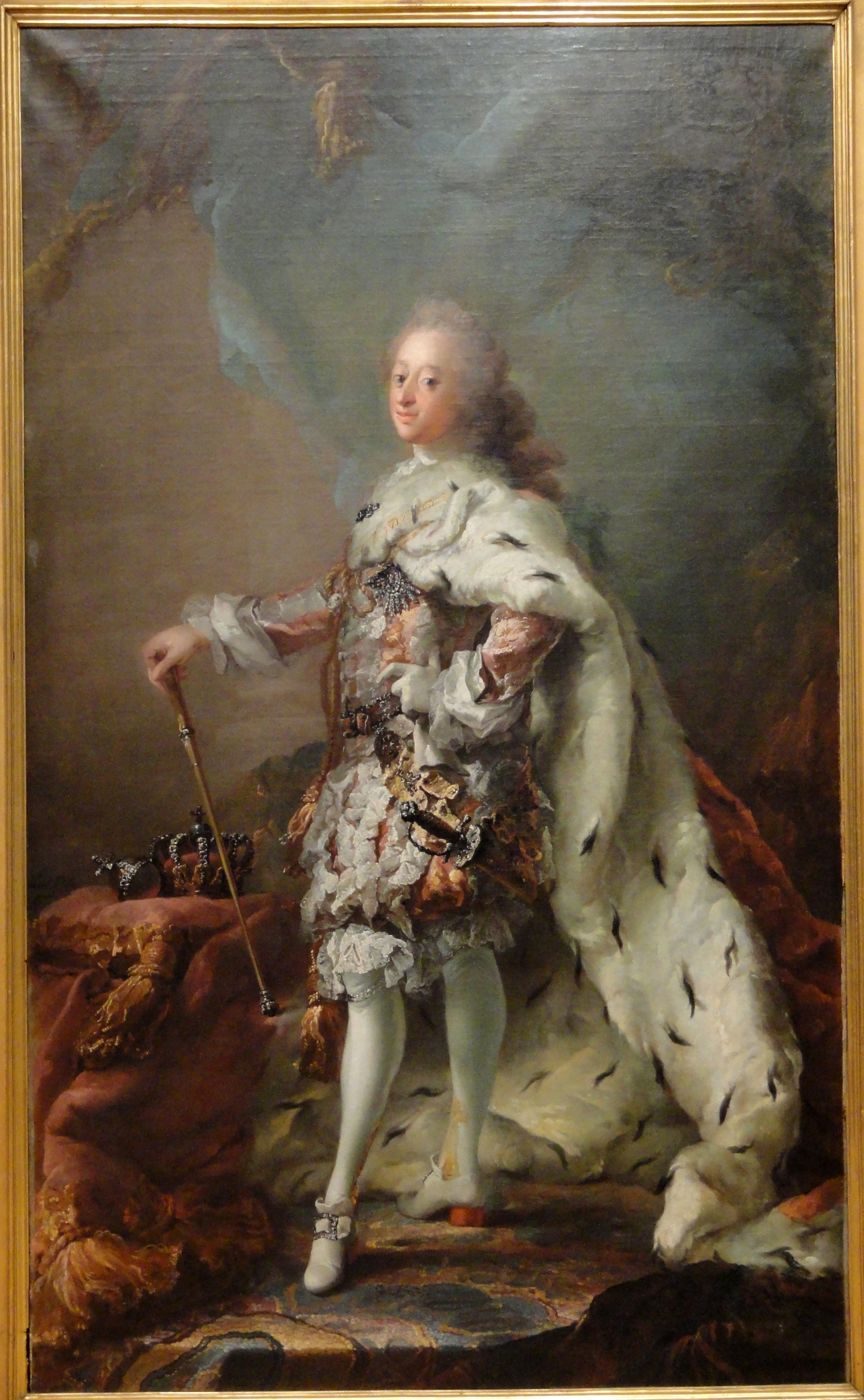
Kung Fredrik V av Danmark och Norge i kröningsdräkt, målad cirka 1750. Statens Museum for Kunst, Köpenhamn.
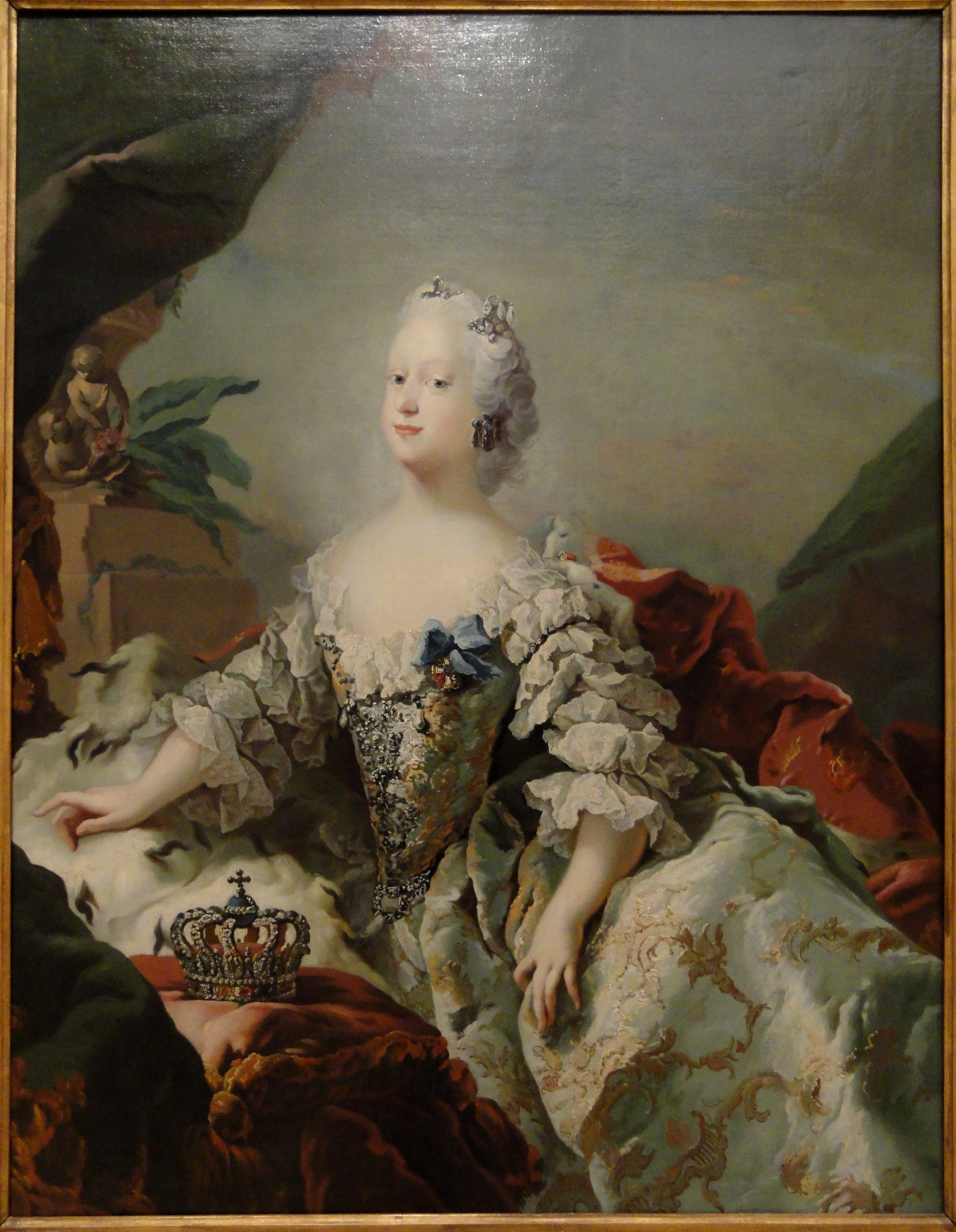
Drottning Louise av Danmark och Norge i kröningsklänning 1747. Statens Museum for Kunst, Köpenhamn.
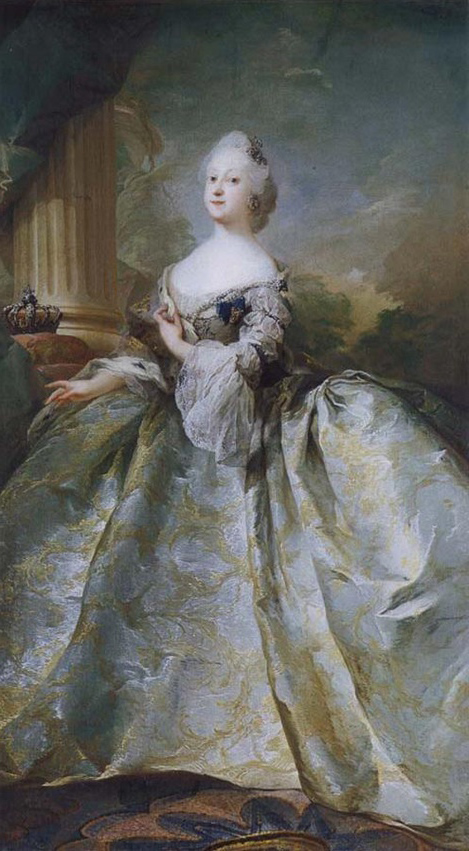
Drottning Louise av Danmark och Norge i kröningsklänning 1747. Statens Museum for Kunst, Köpenhamn.
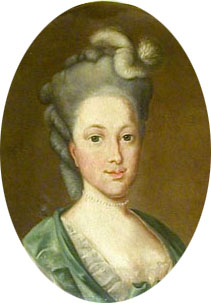
Vilhelmine Karoline av Danmark, född 1747, målning efter 1747 av okänd konstnär, ev. Carl Gustaf Pilo.
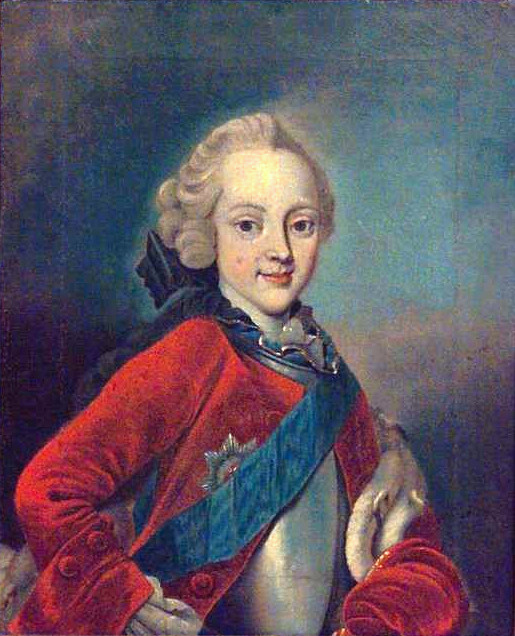
Kristian VII av Danmark som barn, 1750-talet. Norsk Folkemuseum, Bygdøy, Oslo.
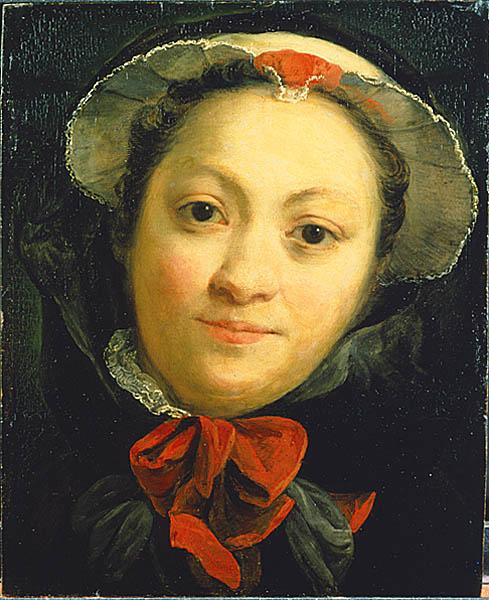
Fru Charlotta Pilo, född Desmarées, vax på träpannå, 1756. Inköpt 1930, Nationalmuseum, Stockholm.
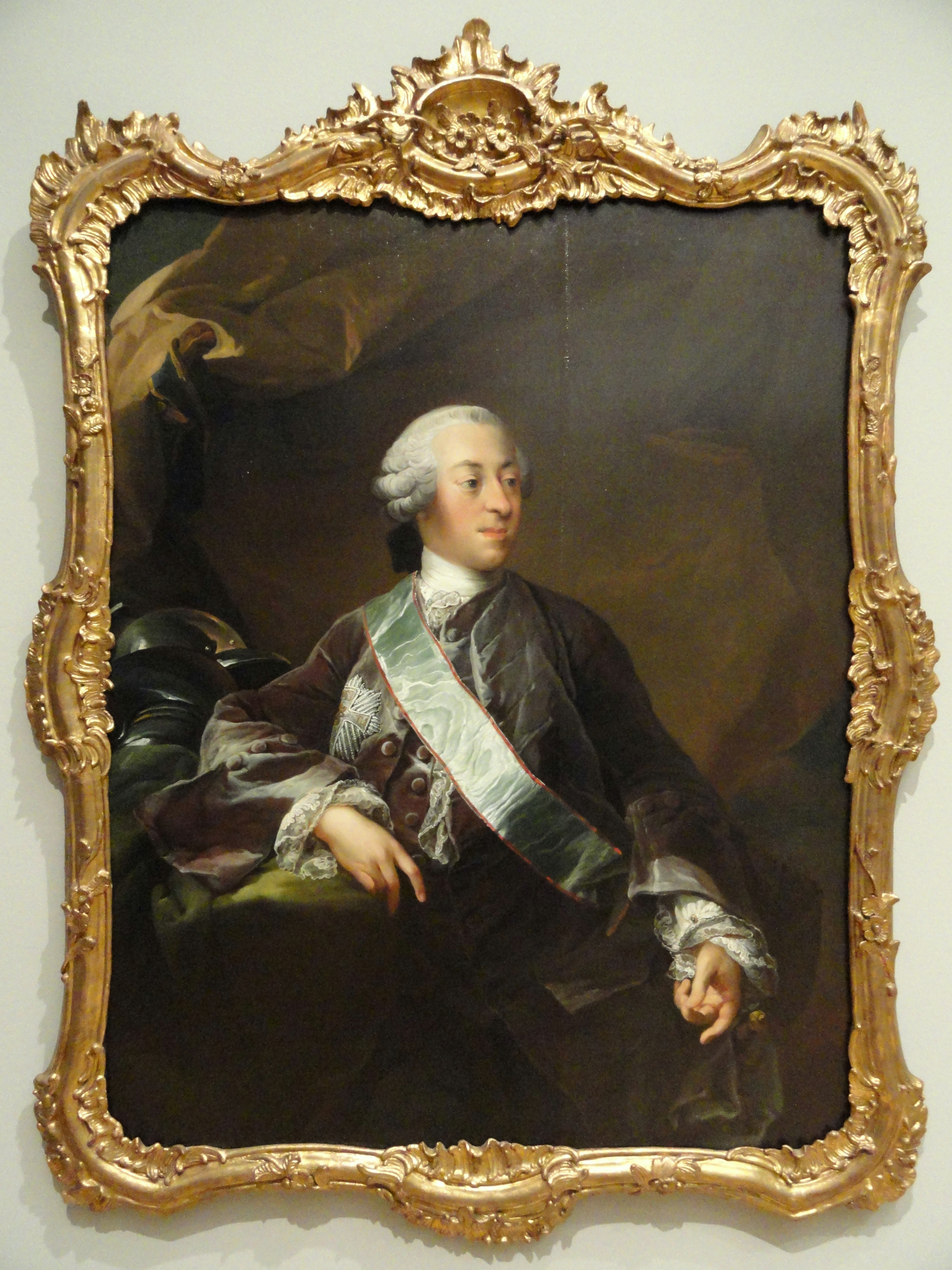
Mogens Scheel von Plessen av Fussingø och Selsø, porträtt målat cirka 1745. Statens Museum for Kunst, Köpenhamn.